# Þ
|  | Per a altres significats sobre la lletra grega bactriana sho, vegeu «Ϸ». |

Thorn (majúscula Þ, minúscula þ) és una lletra dels anglès antic, nòrdic antic, suec antic  de l'alfabet islandès, així com el modern transliteracions de l'gòtic alfabet, Middle Scots, i alguns dialectes de l'Middle English. També es va utilitzar a l'Escandinàvia medieval però més tard es va substituir pel dígraf th, excepte a Islàndia, on sobreviu. La lletra es va originar a partir de la runa ᚦ, a l'Elder Futhark i s'anomenava thorn en anglosaxó i thorn'. ' o dj als poemes rúnics escandinaus.  És semblant en aparença a la lletra grega arcaica sho (ϸ), encara que els dos no estan relacionats històricament. L'únic idioma en què þ s'utilitza actualment és islandès.
Es pronuncia com una fricativa dental sorda [θ] o la seva contrapart sonora [ð]. Tanmateix, en islandès modern es pronuncia com a laminal fricativa alveolar no sibilant sense veu [θ̠], semblant a th com en la paraula anglès gruixut, o una (normalment apical) fricativa no sibilant alveolar amb veu [ð̠], semblant a th com en la paraula anglesa the. L'ús islandès modern generalment exclou aquest últim, que en canvi es representa amb la lletra eth ⟨Ð, ð⟩; tanmateix, [ð̠] pot aparèixer com un al·lòfon de /θ̠/, i escrit (Ϸ), quan apareix en un pronom àton o adverbi després d'un so sonor.

## Lingüística
Þ es fa servir per transcriure el so d'una consonant Fricativa dental sorda (com la θ grega de Θεός). Es va utilitzar en l'anglès antic.
La forma sonora d'aquesta consonant també fou transcrita al passat amb aquesta lletra, però el seu ús és restringit a la lletra Ð en islandès.

## Història
La lletra Þ prové de la runa Þurs.
Es va utilitzar aquesta lletra en l'anglès mitjà abans de la invenció de la impremta. William Caxton, el primer impressor d'Anglaterra, aporta amb ell un joc de caràcters que provenien d'Europa continental, on no hi havia les lletres Þ, Ȝ i Ð. Ell va substituir la Þ per Y, referint-se a diversos manuscrits del segle XV on aquestes dues lletres eren traçades de forma idèntica. A Escandinàvia, Þ es va utilitzar durant l'edat mitjana, però fou reemplaçada més tard per th. A Islàndia, Þ hi perdurà fins al 2009.